# Nový román
Nový román – často též antiromán, někdy též označován jako román objektivní, nebo román pohledu. Jedná se o pokus francouzské literární avantgardy, z 50. let 20. století, vytvořit opak klasického románu, protože se domnívali, že klasický román se přežil a nemůže postihnout novou skutečnost a zkušenosti nového člověka.
Odmítli románový děj i postavy, a zabývali se popisem věcí a jevů bez souvislosti a časové následnosti, to znamená, že příběh se neodvíjel chronologicky ani logicky. Každý detail popisu mohl být východiskem k dalšímu příběhu. Jeho cílem nebylo popisovat svět či nějaké situace, ale naopak v dílech takto psaných je „svět napřed zbaven daného smyslu“, ten má být poznáván teprve v průběhu románu. To vedlo k tomu, že hrdina nemá zpočátku na svět žádný výrazný názor, ten teprve získává. K tomu zvolili postup psaní z pohledu hrdiny, věci nejsou popisovány tak jak je vnímá většina lidí, ale tak jak je vnímá románový hrdina. Víceméně lze tento styl charakterizovat jako poetický román zabývající se lidskou realitou. Tento styl nemá vypravěče a nelze rozlišit, zdali je psán ich nebo er formou.
Tyto postupy vedou k tomu, že je pro většinu čtenářů, v lepším případě, těžko srozumitelný a velmi těžko čitelný.
Jelikož tento styl patří k poněkud diskutabilnějším, cítilo mnoho význačných literátů té doby potřebu vyjádřit se k němu. Většina těchto hodnocení nevyzněla dobře. Např. Jean-Paul Sartre ho označil za antiromán, což je považováno za relativně výstižné označení, které se dost často používá dodnes. Zároveň Sartre hodnotí "nový román" jako nudný experiment. Ani Roland Barthes nespatřoval v novém románu příslib literární obnovy. Tyto reakce vedly k tomu, že podstatnou část tvorby autorů nového románu tvořila obhajoba jejich tvorby.
Přes všechny výhrady, které se k tomuto druhu literatury objevily, tento druh románu ovlivnil evropské umění v 50.–70. letech 20. století, pohled na literaturu a místy i film. Na poetiku nového románu navázali i někteří mladší autoři, ačkoli opustili tento styl.

## Představitelé
- Alain Robbe-Grillet
- Nathalie Sarrautová
- Michel Butor
- Claude Simon
- Robert Pinget
- Claude Ollier

Z českých autorů se touto metodou zabývali:
- Věra Linhartová
- Karel Milota